# Франц фон Супе
Франц фон Супе ( , право име Франческо Езекијел Ерменегилдо де Супе (итал. Francesco Ezechiele Ermenegildo de Suppé; Сплит, 18. април 1819 – Беч, 21. мај 1895) био је аустријски композитор лаких опера и друге позоришне музике. Потекао је из Краљевине Далмације, Аустро-Угарске (данас део Хрватске). Као композитор и диригент романтичног периода, познат је по својих четири десетине оперета.

## Живот и образовање
Родитељи Франца фон Супеа дали су му име Франческо Езекијел Ерменегилдо на дан рођења 18. априла 1819. у Спалату, садашњем Сплиту, тада делу Краљевине Далмације и Аустријског царства. Његов отац био је државни службеник у служби Аустријског царства, као и његов отац пре њега. Францова мајка је по рођењу била Бечлијка. Франц је упростио и германизовао своје име када је дошао у Беч, променивши „де” у „фон”. Изван германских кругова, његово име може се видети потписано као Франческо Супе-Демели.
Детињство је провео у Зари, садашњем Задру, где је имао прве часове музике и прве кораке у компоновањеу музике. Хоровођа катедрале Задра је охрабривао Франца да истраје у музичком сазревању. Из овог раног периода датира његова Далматинска миса (лат. Missa dalmatica). Као гимназијалац у Задру, Супе је учио флауту и музичку хармонију. Његова прва сачувана композиција је римокатоличка миса, која је премијерно изведена у фрањевачкој цркви у Задру 1835. године.
Од 1840. године радио је као композитор и диригент за Франца Покорнија, директора неколико позоришта у Бечу, Пресбургу (данас Братислава), Оденбургу (сада Шопрон) и Бадену (код Беча). У Бечу, након студија код Игњаца фон Зајфрида, дириговао је у позоришту, где је имао прилику да представи своје опере. На крају, Супе је написао музику за преко стотину представа у Театру у Јозефштату, као и у Карлтеатру у Леополдштату, у Позоришту на реци Вин. Такође је поставио неке значајне оперске продукције, као што је продукција Мајербирових Хугенота из 1846. са Џени Линд.
Франц фон Супе је умро у Бечу 21. маја 1895. и сахрањен је у Средишњем бечком гробљу.

## Композиције
Супе је компоновао око 30 оперета и 180 фарси, балета и других сценских дела. Иако је већина његових оперета увелико заборављена, увертира – посебно Песник и сељак (1846) и Лака коњица (1866) – остају популарне, а многе од њих су коришћене у звучним записима за филмове, цртане филмове и рекламе, поред тога што се често свирају на симфонијским концертима. 
Супе је задржао везе са својом родном Далмацијом, повремено посећујући Сплит, Задар и Шибеник. Нека од његових дела везана су баш за ову регију, попут оперете Повратак морнара (1866), чија се радња одвија на Хвару. Након што се повукао из дириговања, Супе је наставио да пише сценска дела, уз ново интересовање за сакралну музику. Написао је Реквијем за позоришног редитеља Франца Покорнија.
Две Супеове амбициозније оперете – Бокачо и Дона Хуанита – изведене су у Метрополитен опери у Њујорку, али нису успеле да постану репертоарска дела у Сједињеним Државама.

## Списак композиција
- Делимичан списак радова Франца фон Супеа можете погледати на Википедија страници на енглеском језику.